# Medizin des Altertums
Die Geschichte der Medizin im Altertum ist die Geschichte der Heilkunde der alten Kulturvölker und kann unterteilt werden in Medizin im Alten Ägypten (etwa 3000–332 v. Chr.), Medizin des Zweistromlandes (zwischen 5000 und 538 v. Chr.), die altjüdische Medizin des Judentums (etwa 1220 v. Chr. bis 70 n. Chr.), und die antike Medizin im antiken Griechenland (etwa 3000 v. Chr. bis 2. Jahrhundert v. Chr.) und im Römischen Reich (etwa 800 v. Chr. bis 400 n. Chr.) Zudem gab es eine Medizin der alten Perser (etwa 1000–300 v. Chr.), die Medizin Altindiens (zwischen 5000 und 500 v. Chr.), Altchinas (etwa zwischen 1800 v. Chr. und 220 n. Chr.) und des alten Japans (660 v. Chr. bis 8. Jahrhundert n. Chr.) sowie die Heilkunde der Kulturvölker Altamerikas und die des germanisch-keltischen Altertums (etwa 2000 v. Chr. bis 400 n. Chr.) Die Medizin des antiken Griechenlandes kann als Wiege der europäischen Medizin angesehen werden: Die medizinischen Schriften der Antike wurden ab dem 8. Jahrhundert ins Arabische übersetzt und bildeten nach dem Ausklang der antiken Medizin (etwa 400 bis 800 n. Chr.) die Grundlage der Medizin in der mittelalterlichen islamischen Welt. Ab dem 12. Jahrhundert wurden die Schriften der islamischen Ärzte – wie Avicenna oder Rhazes – von europäischen Autoren wie beispielsweise Gerhard von Cremona wiederum ins Lateinische übersetzt und beeinflussten die medizinische Lehre noch bis ins 17. Jahrhundert hinein.

## Medizin im Zweistromland (Mesopotamien)

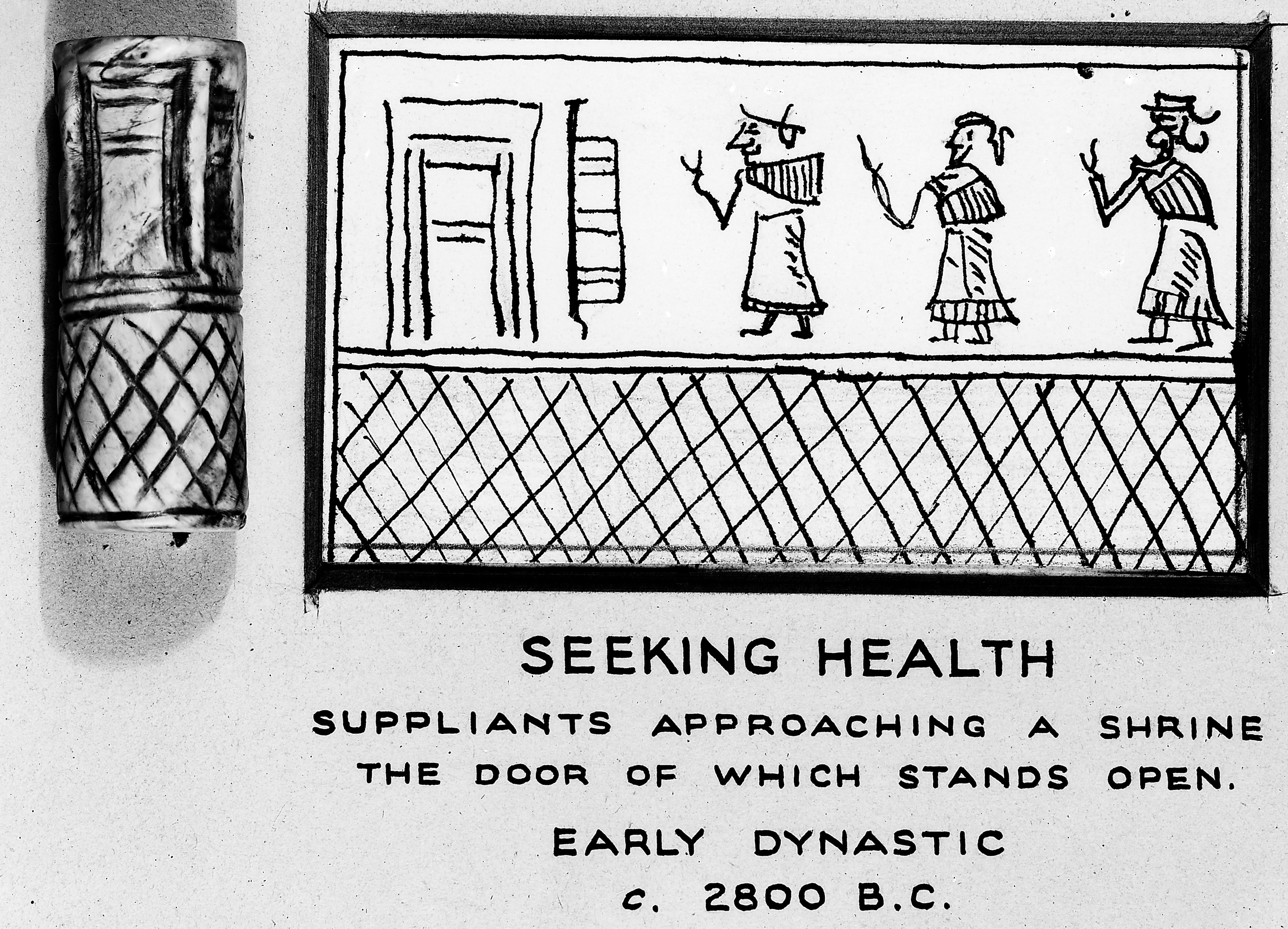

Die mesopotamische Medizin ist insbesondere in von Sumerern, Babyloniern und Assyrern verfassten Texten überliefert. Die ersten erhaltenen Zeugnisse der Medizin aus Sumer, Beschwörungen gegen Tierbisse sowie gegen Krankheiten bei Mensch und Tier, entstanden um 2700 v. Chr. Wenig später werden Ärzte erstmals erwähnt und 2100–2000 v. Chr., der 3. Dynastie von Ur, entstanden therapeutische Anweisungen für Breiumschläge und Arzneien zur innerlichen und äußerlichen Anwendung, die bereits komplett frei von Magie waren. Dennoch wurden auch um 1800 v. Chr. noch Behandlungen von Ärzten und Beschwörern gemeinsam vollzogen. (Neben hochangesehenen Priesterärzten, die sich vorwiegend als „Internisten“ betätigten, gab es den Berufsstand der Heiler, denen eher praktische chirurgische Tätigkeiten oblagen). Bei Opferschauen übernahm ein Seher die Leberschau und andere divinatorische Verfahren. Dadurch wurden detaillierte Kenntnisse der Anatomie vor allem des Schafes gewonnen, das Innere des menschlichen Körpers jedoch blieb verschwommen.
Krankheit wurde oft als Besessenheit von Dämonen und bösen Geistern interpretiert, die Epilepsie galt als Wirken eines Utukku-Dämons (vgl. Alû). Die Kindersterblichkeit und das Kindbettfieber führte man auf Lamaštu zurück. Aus allen Epochen der Keilschriftkultur sind zahlreiche Tafeln mit Beschwörungen und exorzistischen Ritualen überliefert.
Besonders aus dem 1. Jahrtausend v. Chr. sind sehr viele medikamentöse Therapien überliefert, die zur Zeit der Aufzeichnung zum Teil bereits über tausend Jahre alt waren. Die meisten stammen aus der assyrischen Hauptstadt Aššur und in Form von Keilschrifttexten des 7. Jahrhunderts v. Chr. aus der Bibliothek von König Aššur-bāni-apli (bekannt als Assurbanipal) in Ninive. Erhalten sind Tausende Rezepte, die oft auch Symptome, den Namen der Krankheit und die Heilanzeige sowie Angaben zur Herstellung der Arzneien und die Art der Anwendung enthalten. Arzneidrogen aus Pflanzen, Tieren, aber auch Mineralien wurden mit Bier, Wein, Milch, Öl oder Wasser vermischt. Manche Drogen wurden auch einfach dem Essen beigegeben oder zu Pillen verarbeitet. Ebenso kannte man Pflaster und Verbände, Salben auf Basis von Talg, Butter und Öl, Tampons und Zäpfchen, Klistiere, Räucherungen sowie Dampfbäder und Gurgelmittel. Für Aussehen und Wirkung der Drogen gab es umfangreiche, übersichtlich aufgebaute Nachschlagewerke. Ein erhaltenes Nachschlagewerk zur Diagnose, bestehend aus 40 Tontafeln, enthält mehrere tausend Einträge.
In Babylonien wurde die Tätigkeit der Ärzte, nicht aber der Beschwörer, von Gesetzen reguliert. Sie enthielten Richtlinien für die Entlohnung nach Operationen, aber auch Sanktionen gegen Ärzte, die während der Operation den Tod eines Patienten verursachten. Der Codex Hammurapi aus dem 18. Jahrhundert v. Chr. (um 1700 v. Chr.), neben den Keilschrifttexten auf Tontäfelchen und Siegeln die früheste Quelle zur Babylonischen Medizin, enthält neun Paragraphen (von insgesamt 282), die medizinische Themen (insbesondere Chirurgie) behandeln. So musste der behandelnde Arzt auch Strafe zahlen, wenn er bei Operationen im Schädelbereich ein Auge des Patienten verletzt hatte. Da in der mesopotamischen bzw. babylonischen Medizin Krankheiten unter anderem auf das Wirken von Göttern und Dämonen sowie auf schwarze Magie zurückgeführt wurde, bestand eine Haupttätigkeit der Heilkundigen darin, magische Handlungen durchzuführen, insbesondere auch herauszufinden, welcher Dämon für die betreffende Erkrankung ursächlich ist und eine Beschwörung desselben durchzuführen bzw. zu veranlassen.
Eine der wichtigsten Heilgötter war Ištar. In Hanilgabat war die schwarze Šauška berühmt, eine Statue dieser Gottheit wurde von den Mittani-Königen Šuttarna II. und Tušratta sogar nach Ägypten gesandt, als Amenophis III. erkrankte.
Beruhend unter anderem auf mesopotamischer und ägyptischer Medizin, deren ärztliche Vertreter zur Krankenbehandlung hethitischer Herrscher hinzugerufen wurden, zeigte auch die in Anfang des 20. Jahrhunderts gefundenen Keilschrifttexten belegte Hethitische Medizin eine gewisse Eigenständigkeit.

## Ägyptische Medizin
Die ersten Zeugnisse verfeinerter Medizin stammen aus Ägypten. Bereits um das Jahr 2600 v. Chr. waren die Ägypter in der Lage, erste chirurgische Messer aus Kupfer herzustellen, die zu kleineren Operationen wie Beschneidungen verwendet werden konnten. Diese zu der Zeit übliche Praxis wurde vermutlich von den Juden oder Arabern übernommen. Im Smith-Papyrus, einer Textsammlung über Chirurgie, deren überlieferte Kopie um etwa 1700 v. Chr. entstand, deren Originalfassung aber vermutlich 1000 Jahre früher verfasst wurde, ist außerdem die Verwendung von feinen Kupfernadeln zum Nähen von Wunden und die Desinfizierung mit Honig beschrieben. Ärzte waren zumeist Priester. An einer Mumie aus der 5. Dynastie (ca. 2500 v. Chr.) fand man eine wirksame Schiene für ein gebrochenes Schienbein. Eine weitere Auflistung medizinischer Erkenntnisse findet sich im Papyrus Ebers aus dem Jahre 1550 v. Chr., dessen Inhalt jedoch hauptsächlich aus einer Auflistung von magischen Getränken sowie Zaubersprüchen besteht.
In Ägypten weit verbreitete Krankheiten waren vor allem die Pest, Bindehautentzündung (was vor allem durch feinen Sand und Staub sowie das Fehlen von ausreichender Hygiene bedingt war und in vielen Fällen zu Blindheit führte), Hepatitis und Wurmerkrankungen. Ein weiteres Problem war, dass sich die Zähne der Ägypter aufgrund von Sand in der Nahrung und Steinabrieb beim Mahlen von Getreide übermäßig abnutzten. Die ägyptischen Ärzte fertigten bereits (Zahn-)Prothesen an, die sie mit Goldbändern befestigten.
Die altägyptischen Ärzte besaßen des Weiteren auch anatomische Kenntnisse. So wussten sie über die Wichtigkeit des Herzens, hatten aber kein Wissen vom Blutkreislauf. Da sie erkannten, dass ein Mensch ohne Herz nicht lebensfähig war, fassten sie das Herz als Sitz der Intelligenz und Seele auf. Das Herz war folgerichtig das einzige Organ, das bei der Mumifizierung nicht entnommen wurde. Auf dieser Praktik gründete sich das anatomische Wissen der Ägypter, da für die Mumifizierung der Körper geöffnet wurde und so Erkenntnisse über den menschlichen Körperbau gewonnen werden konnten.
Die größte Verehrung als Arzt erfuhr Imhotep, ein Gelehrter am Hof des Pharaos Djoser. Imhotep wurde in späteren Zeiten die Begründung der ägyptischen Medizin nachgesagt. Auch soll er die Technik der Mumifizierung weiterentwickelt haben, in dem er die inneren Organe der Toten entnehmen ließ, um sie in speziellen Gefäßen, den Kanopen, aufzubewahren. In der ägyptischen Spätzeit, im „Neuen Reich“, wurde er unter anderem auch als Gott des Heilwesens verehrt und die Griechen erkannten in ihm ihren Heilgott Asklepios und nannten ihn Imuthes. Allerdings sind die ihm zugeschriebenen medizinischen Errungenschaften nicht zeitgenössisch nachgewiesen und vermutlich über Jahrhunderte in der Legendenbildung gewachsen.

## Medizin in der Bibel
Das Alte Testament enthält Gesundheitsvorschriften, die zwischen dem achten und dem dritten Jahrhundert vor Christus niedergeschrieben wurden. Krankheit, insbesondere durch Altersschwäche oder Verwundungen nicht erklärbare, wurde angesichts der monotheistischen Konzeption des Gottesbildes bzw. auf Grund der „Alleinursächlichkeit“ des Gottes Jahwe als Strafe Gottes und nicht (mehr) dämonologisch verursacht betrachtet (Erst im Neuen Testament wird Krankheit auch wieder auf Dämonen zurückgeführt). Kleriker waren mehr mit der Kontrolle der Einhaltung der Gesundheitsvorschriften als mit tatsächlicher Heilung beschäftigt. Regelungen, die Reinlichkeit, Sanitäranlagen und Abfallentsorgung betrafen, entsprachen in ihren Intentionen heutigen Standards.
Die Gesundheitsvorschriften sind niedergeschrieben im 3. Buch Mose, dem Levitikus. Orthodoxe Juden befolgen diese Vorschriften bis heute.

## Medizin im antiken Griechenland
Besonders hervorzuheben an der griechischen Medizin ist der Umstand, dass sie sich von der Vorstellung, Krankheit sei eine göttliche Strafe, entfernt hatte und als Wissenschaft betrachtet wurde. Die griechische Philosophie lieferte eine wichtige Basis für die damalige Medizin. Man glaubte an eine allmächtige Naturmacht. Außerdem wurde großer Wert auf Harmonie gelegt, was Ähnlichkeiten zur orientalischen Medizin aufweist.
Die alten Griechen legten großen Wert auf die Harmonie von vier Komplexionen bzw. Konstitutionstypen. Diese wurden den vier Elementen gleichgesetzt. Außerdem ordneten sie die Konstitutionstypen, wonach später vier Temperamente benannt wurden, verschiedenen Körperteilen und -säften zu. Die vier Säfte waren Blut, Schleim, gelbe Galle und schwarze Galle. Gesundheit wird dann erreicht, wenn die vier Säfte im richtigen Mischungsverhältnis (temperamentum) sind (siehe auch Humoralpathologie).
Heiler waren weitgereiste hoch angesehene Männer, die großen Wert auf Reinlichkeit legten. Sie wussten bereits, dass psychische Faktoren großen Einfluss auf Verlauf und Heilung von Krankheiten haben können. Dem Asklepios geweihte Tempel, sog. Asklepieon, dienten als Sanatorien, die eine wichtige Rolle in der Heilung vor allem psychosomatischer Krankheiten spielten. In ihnen konnten die Patienten die Nacht verbringen und in ihren Träumen die Heilung durch Asklepios erwarten. Der Stab des Asklepios, der so genannte Äskulapstab, um den sich eine Schlange wickelt, ist bis zum heutigen Tage Symbol der Medizin. Die Fähigkeit der Schlange, sich zu häuten, symbolisiert Erneuerung, Wiedergeburt und Heilung. Aus den Asklepiadenschulen, deren berühmteste in Kos und Knidos waren, gingen Persönlichkeiten wie Hippokrates von Kos hervor, die den Übergang von abergläubischen und magischen Vorstellungen, wie sie noch in der Homerischen Medizin (um 900–800 v. Chr.) zu finden ist, zur wissenschaftlichen Medizin erkennen lassen.

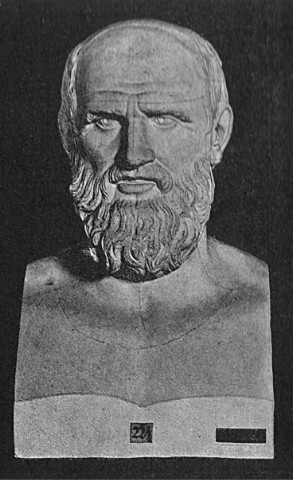
Hippokrates

Die wohl wichtigste Figur der griechischen Medizin ist Hippokrates. Er stammte aus der medizinischen Schule auf der Insel Kos. Aus dieser Zeit erhalten geblieben ist das Corpus Hippocraticum, eine Sammlung von über 60 medizinischen Schriften unter dem Namen des Hippokrates, die tatsächlich aber von verschiedenen, bis auf eine Ausnahme unbekannten Autoren verfasst wurden. Viele der hierin beschriebenen Krankheiten sind heute immer noch verbreitet, zum Beispiel Malaria oder Gonorrhoe. Das Werk enthielt außerdem Verhaltensregeln, wie zum Beispiel Kleiderordnung oder Vorschriften, die das Leben der Heiler regelten.
Der Eid des Hippokrates, eine der Säulen der Medizinethik, wird auch mit Hippokrates verbunden, obwohl er vermutlich nicht auf ihn zurückgeht. Die, die den Eid leisten, versprechen ein heiliges, reines Leben zu führen und den Bedürfnissen der Patienten ihr ganzes Leben zu dienen.
Das bekannteste Zentrum der hellenistischen Ära war Alexandria. Herophilos und Erasistratos waren die bekanntesten Vertreter dieses geistigen Zentrums, das auch nach dem Brand der großen Bibliothek weiter bestand. Herophilos maß als Erster den Puls und unterschied zwischen einer Lähmung von motorischen und sensorischen Nerven. Damit legte er den Grundstein für die Neurophysiologie. Erasistratos führte die Arbeit seines Vorgängers weiter und erkannte das Herz als wichtigsten Bestandteil des Blutkreislaufs.
Die griechische Medizin beeinflusste die Geschichte der europäischen Medizin für Jahrhunderte.

## Medizin im Römischen Reich
Der Heilkunde im römischen Reich, genannt griechisch-römische Medizin, vorausgehend existierte in der etruskischen Kultur ab etwa 800 v. Chr. eine etruskische Medizin, die als Wissenschaft theurgisch-empirischen Charakters noch eng mit der Religion der etruskischen Welt verbunden war.
Im 4. Jahrhundert v. Chr. kamen bereits vereinzelt griechische Ärzte nach Rom.  Um 293 v. Chr. litt Rom unter einem Ausbruch der Pest und bat griechische Ärzte um Hilfe, die sich daraufhin in Rom niederließen. Daraufhin befand sich die Medizin des Römischen Reichs für Jahrhunderte fest in griechischer Hand. Der bekannteste Arzt war der sich hier laut Plinius d. Ä. (Naturalis historia. XXIX, 12 f.) 219 v. Chr. niedergelassene Grieche Archagathos von der Peloponnes, ein Wundarzt (lateinisch vulnerarius). Dieser wurde aber bald wieder aus Rom vertrieben, weil er zu exzessiv geschnitten (d. h. operiert) haben soll. Er erhielt deshalb den Beinamen „carnifex“, was so viel wie „Fleischmacher“ (bzw. Henker oder Peiniger) bedeutet. Es dauerte über 100 Jahre, bis der nächste griechische Arzt Erwähnung findet.
In der Tat gibt es in der römischen Welt der Antike fast nichts Griechischeres als die Medizin. Nur ca. fünf Prozent aller Grabsteine von Medici tragen nichtgriechische Namen.
Als erster bedeutender Arzt, der die griechische Heilkunde im Römischen Reich im 1. Jahrhundert v. Chr. sesshaft machte, gilt Asklepiades von Bithynien. Seine Nachfolger gründeten die Schule der Methodiker, die als ursächlich für Krankheiten den Zustand von Porenwänden ansahen, die Behandlung von deren Zusammenziehung bzw. Erschlaffung durch entgegengesetzt wirkende Maßnahmen anstrebten.
Die einzig bekannte, von einem Römer begründete Medizinschule in Rom war die secta des kaiserlichen Leibarztes Vettius Valens († 48 n. Chr.).
Im Jahr 46 v. Chr. führte Julius Cäsar das Bürgerrecht für eingewanderte griechische Ärzte in Rom ein. Die griechischen Schulen in Rom richteten sich nach den Prinzipien, die von Hippokrates und anderen Verfassern im Corpus Hippocraticum niedergelegt worden waren. Die Ärzte Roms formten auf Grund ihrer Arbeit drei Schichten: Jene, die freie unabhängige private Praxen hatten, die zweite Gruppe als Familienärzte im Dienst reicher Familien oder des Kaisers, und von der Stadt angestellte Ärzte als dritte Gruppe. Unter den römischen Ärzten fanden sich auch Frauen, hauptsächlich in der Geburtshilfe und der Gynäkologie.
Das pharmazeutische Wissen der Zeit befand sich in den fünf Bänden des De materia medica von Pedanios Dioskurides. Diese Kräuterkunde wurde bis zur Renaissance verwendet.
Das chirurgische Wissen der alten Römer war sehr fortgeschritten, sie verwendeten 200 verschiedene Instrumente. Ihr Wissen über die Anatomie erhielten die Ärzte hauptsächlich durch Sektionen und Vivisektionen von Tieren. Das Öffnen des Körpers eines römischen Bürgers war verboten. Deswegen konnte für einen Wundarzt der Militärdienst reizvoll sein. Dort boten sich viel mehr Möglichkeiten, den menschlichen Körper zu studieren.
Die griechische Wertschätzung der Reinheit war auch in Rom sichtbar. Eine gute allgemeine Gesundheit und eine hohe Hygiene waren Haupterfolge der römischen Medizin.
Wichtigste Vertreter:
- Asklepiades von Bithynien wirkte im 1. vorchristlichen Jahrhundert in Rom. Er lehrte, dass Krankheiten aus der Einschränkung der Bewegung der Atome entstünden und verordnete daher Wasserkuren.
- Marcus Terentius Varro, zwar kein Arzt, sondern Universalgelehrter, sprach in seinem Werk „Über die Landwirtschaft“ von kleinen unsichtbaren Geschöpfen, die in den Menschen durch die Atemwege und den Verdauungstrakt eindrangen und dort Krankheiten verursachten, was in Vergessenheit geriet, bis die Mikrobiologie diese Vermutung bestätigte.
- Aulus Cornelius Celsus verfasste ein medizinisches Textbuch mit dem Titel De medicina bestehend aus acht Bänden. Unter anderem beschrieb er komplexe chirurgische Operationen, aber seine Beschreibung akuter Entzündung (lat. rubor, tumor, cum calore et dolore, dt. rot, schmerzhaft, warme Schwellung), die heute noch verwendet wird, brachte ihm die meiste Anerkennung.
- Galenos (ca. 129–216 n. Chr.) war der bekannteste griechische Arzt und Autor einer Zusammenfassung, die den besten Überblick über das medizinische Wissen der Antike gibt. Eine seiner wichtigsten Entdeckungen war die Rolle des Blutes bei der Ernährung von Gewebe, und die Funktionsweise der Nerven. Dieser Teil seiner Lehren wurde jedoch kaum rezipiert, und er selbst und seine Nachfolger betrachteten die hippokratische, mit Polybos’ Schrift Über die Natur des Menschen ab etwa 300 v. Chr. zur dogmatischen Medizin[27] sich entwickelnde griechische Lehre von den vier Temperamenten als so wichtig, dass seine überarbeitete Theorie über die vier „Körpersäfte“ dogmatisch für die gesamte mittelalterliche Medizin wurde und bis in die Neuzeit hinein Gültigkeit[28] besaß.[29] Der Glaube an die Heilwirkung von Aderlassen und vergleichbare Praktiken kostete zahlreiche Leben in späteren Jahrhunderten.

Die medizinischen Lehren, die sich mit Hippokrates und Galen verbinden, waren teilweise noch bis ins 19. Jahrhundert in Gebrauch.

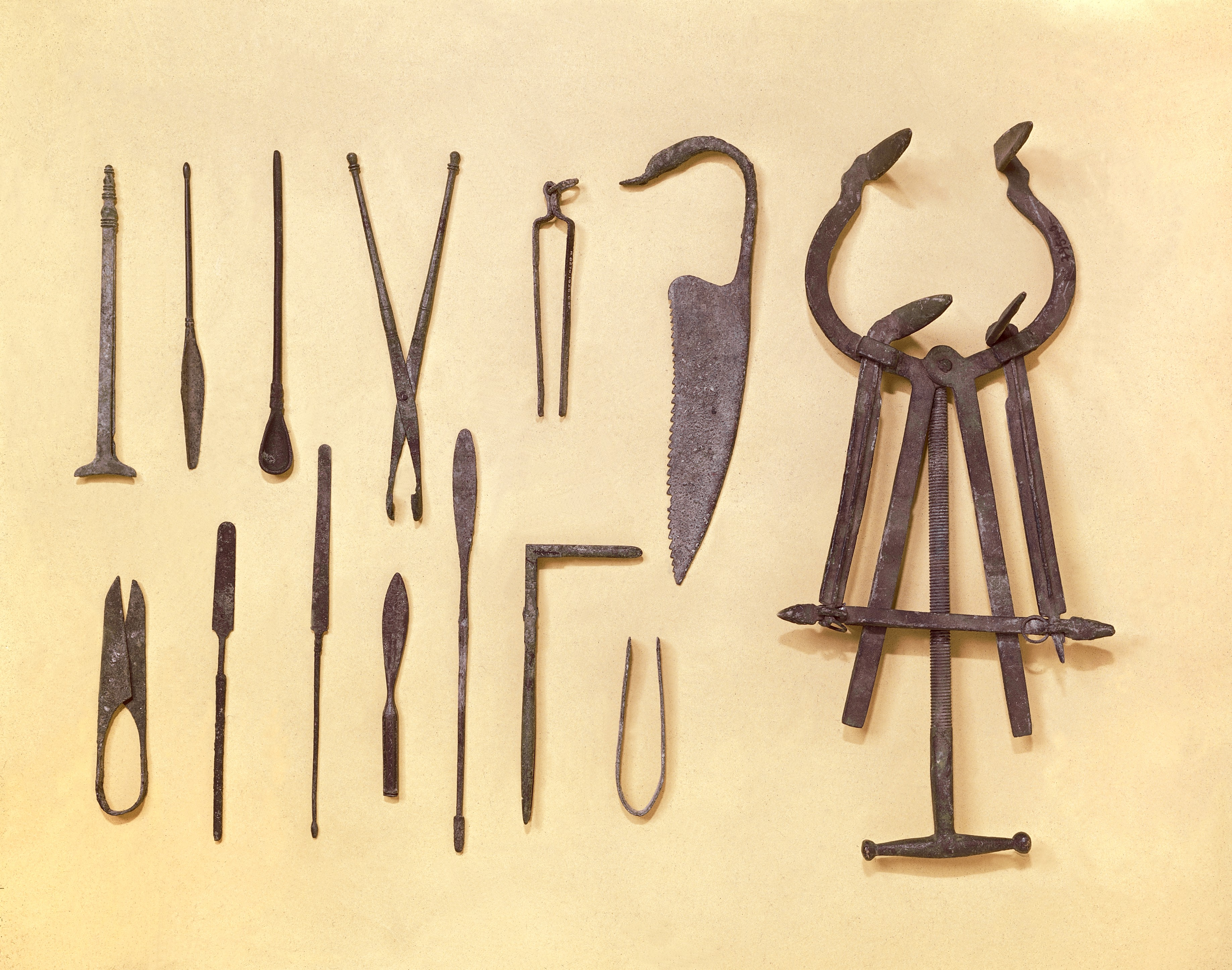
Chirurgische Instrumente des antiken Roms; einzig die Geburtszange (rechts) ist eine Replik.
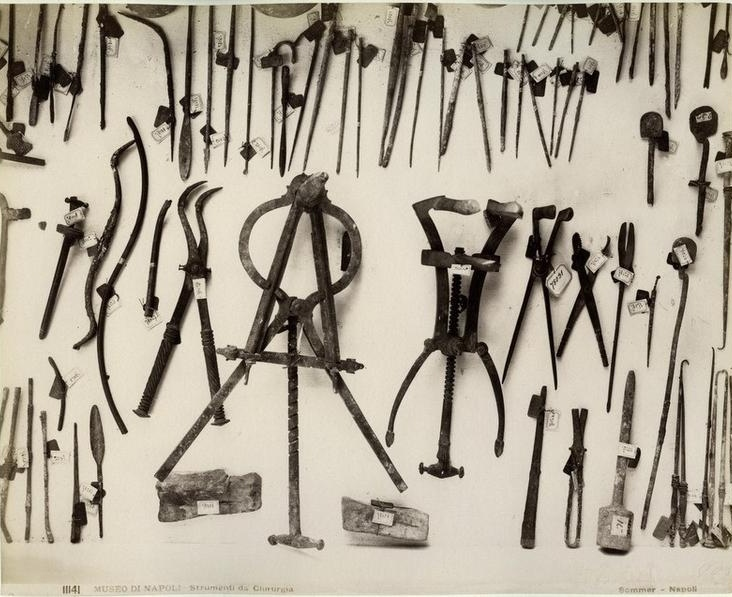
Giorgio Sommer (1834–1914), Museo Nazionale (Neapel) Chirurgische Instrumente, ausgegraben aus Pompei. (Numero di catalogo: 11.141.)
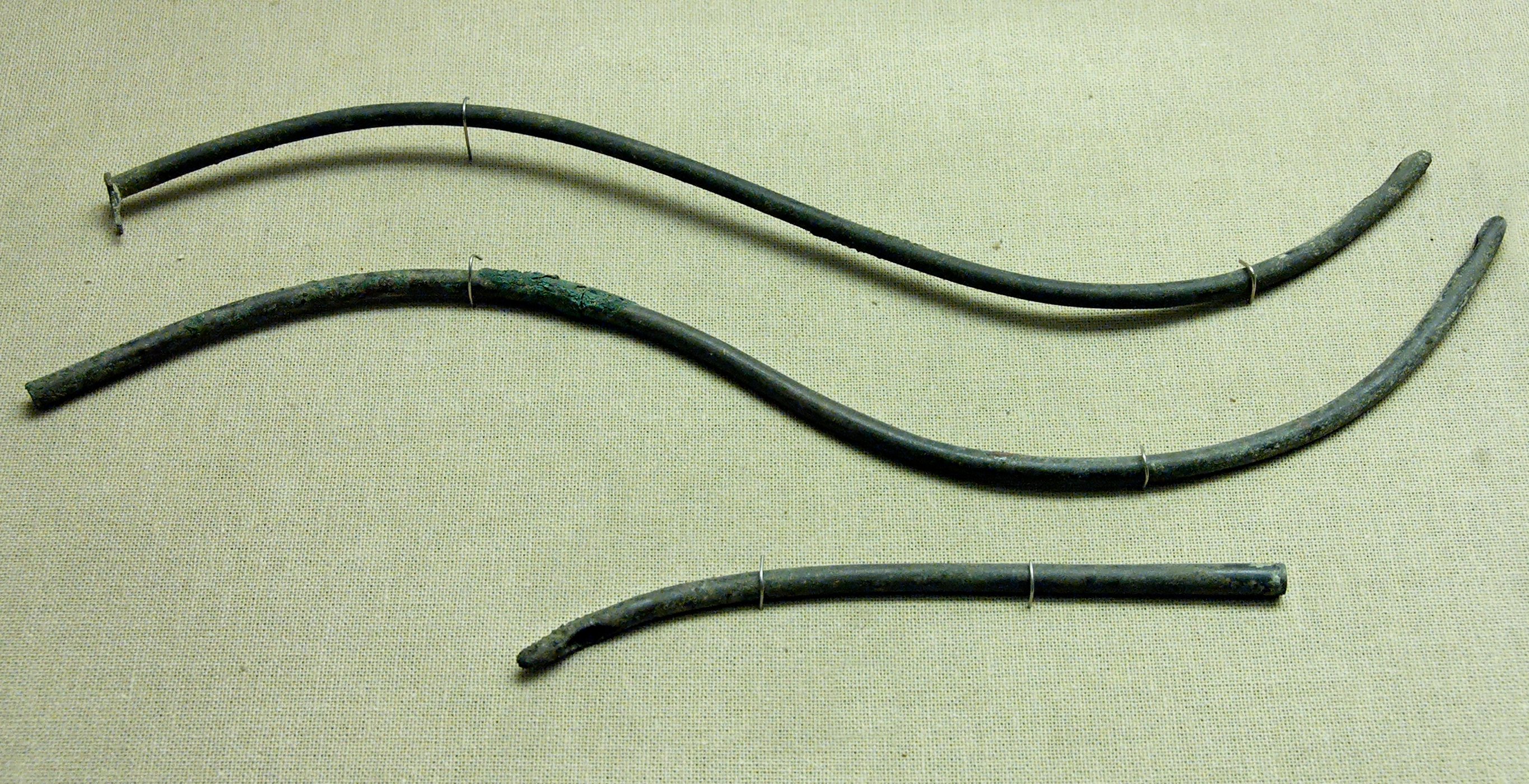
Starre Katheter aus Bronze (1. Jahrhundert n. Chr.)